# All Out
《All Out》（风格化下全部大写）是虚拟女子音乐组合K/DA首张迷你专辑。专辑于2020年11月6日由Riot Games和Stone Music Entertainment发行，收录了五首歌曲，演唱者除最初的阵容(G)I-DLE、麥狄森·碧兒和杰拉·伯恩斯，还包括碧·米勒、Wolftyla、刘柏辛、萨勒芬妮、金·彼特拉斯、Aluna、Bekuh Boom、TWICE和安妮卡·韦尔斯（Annika Wells）等具有影响力的艺人。每首歌均由K/DA组合的一位虚构成员负责制作。
先导单曲〈The Baddest〉于2020年8月27日发行，在《告示牌》世界数字音乐销量榜位列第1，而主打单曲〈More〉则于2020年10月28日发行。

## 背景及推广
〈The Baddest〉于2020年8月27日发行后，K/DA陆续在社交媒体帐号发表阿狸、阿卡丽、伊芙琳、卡莎的宣传照，并附带标签“#Wherewevebeen #KDA #CallingBlades”。9月5日，K/DA确认会与虚拟YouTuber萨勒芬妮进行合作。自萨勒芬妮一直在Twitter、Instagram和SoundCloud发帖，显示个人形象的画风与游戏其他角色一致以来，玩家便猜测双方会有合作。萨勒芬妮在个人Instagram帐号确认会担任专辑其中一位制作人。与此同时，Riot发行K/DA组合网络连载漫画《K/DA：和音》第一章，讲述了组合录歌的幕后故事、成员间的交流、经历及冒险。9月28日，K/DA发布官方应援荧光棒，其外貌为舞台麦克风，把手采用黑色螺旋设计。同时公布了粉丝名称Blades。
10月2日，专辑名称《All Out》、正式封面及多张宣传照连同发行时间一起公布。消息指主打歌将在英雄联盟2020赛季全球总决赛上表演，谣传会是英雄联盟下一位英雄的萨勒芬妮将会登台表演。歌单于10月9日公布。10月12日，Riot Games上线K/DA成员阿狸、阿卡丽、伊芙琳、卡莎以及萨勒芬妮的新皮肤。萨勒芬妮的皮肤会随着她不断成长为流行巨星而变化，从“萨勒芬妮新秀”（Seraphine Indie）、“萨勒芬妮明日之星”（Seraphine Rising Star）、“萨勒芬妮超级巨星”（'Seraphine Superstar）。虽然萨勒芬妮是英雄的消息尚未得到澄清，但Riot Games次日宣布萨勒芬妮是有音乐主题技能的新冠军法师。10月16日，Riot Games公布五首歌曲的表演者，人数达10人。
〈More〉发行两天后，Riot在《英雄联盟》、《符文之地传奇》、《云顶之弈》和《英雄联盟：激斗峡谷》等游戏举行各色活动及比赛，为《All Out》的发行预热。其中《符文之地传奇》推出“K/DA All Out活动通行证”（K/DA All Out Event Pass）。持有该通行证的玩家可获得K/DA的限量史诗指令卡，购买奖励更多的白金赛事通行证，参加新游戏模式“K/DA星之力量”（K/DA Star Power）。玩家可以直接挑选K/DA成员作为游戏主角色。另外还有收录特别表演曲目的“K/DA board”。《云顶之弈》中，Feather Knight、Fluffy Tail、Whining、Horn和Flash以K/DA主题的新形象示人。11月12日，玩家可以通过“K/DA Little Legend Knows”或组合的表演购买通行证。在《激斗峡谷》，玩家用K/DA英雄参与游戏、执行任务，或是购买All Out皮肤可获得更多奖励。同日，罗技旗下品牌“罗技G”宣布与Riot Games合作，推出K/DA联名产品。Riot Games还在偶像宣传活动热门地点的首尔地铁三成站附近、高速巴士客运站站和COEX商场入口处的广告看板推出户外广告，扫描广告上的QR码可参加“K/DA回归应援活动”（K/DA Comeback Support Event）。

## 曲目列表
| 《All Out》– 标准版 | 《All Out》– 标准版                                                  | 《All Out》– 标准版                                                        | 《All Out》– 标准版 |
| 曲序                | 曲目                                                                 | 制作人                                                                     | 时长                |
| ------------------- | -------------------------------------------------------------------- | -------------------------------------------------------------------------- | ------------------- |
| 1.                  | The Baddest（表演者：(G)I-DLE、碧·米勒、Wolftyla）                   | Riot音乐团队 纳亚德 Yasuo 奥斯卡·菲尔（Oscar Free） [a] 阿卡丽 [b]         | 2:43                |
| 2.                  | More（表演者：麥狄森·碧兒、(G)I-DLE、刘柏辛、杰拉·伯恩斯、萨勒芬妮） | Riot音乐团队 K/DA [b] 萨勒芬妮 [b]                                         | 3:37                |
| 3.                  | Villain（表演者：麦迪逊·比尔、金·彼特拉斯）                          | Riot音乐团队 纳亚德 菲尔 [a] 亚伦·阿吉拉尔（Aaron Aguilar） [a] 伊芙琳 [b] | 3:19                |
| 4.                  | Drum Go Dum（表演者：Aluna、Wolftyla、Bekuh Boom）                   | Riot音乐团队 纳亚德 菲尔 [a] 卡莎 [b]                                      | 3:21                |
| 5.                  | I'll Show You（表演者：TWICE、Bekuh Boom、安妮卡·韦尔斯）            | Riot音乐团队 纳亚德 菲尔 [a] 阿狸 [b]                                      | 3:19                |
| 总时长：            | 总时长：                                                             | 总时长：                                                                   | 16:19               |

- 注释：所有歌曲的标题均大写

- ^[a] 表明额外人声制作人
- ^[b] 表明执行制作人

## 榜单表现
| 榜单（2020年）                     | 最高排名 |
| ---------------------------------- | -------- |
| 法國（SNEP專輯榜）                 | 186      |
| 新西兰专辑榜（新西兰唱片音乐协会） | 36       |
| 美国公告牌二百强专辑榜             | 175      |